# Huaylas (distrito)
O Distrito peruano de Huaylas é um dos dez distritos que formam a Província de Huaylas, situada no Ancash, pertencente a Região Ancash, Peru.

## Transporte
O distrito de Huaylas é servido pela seguinte rodovia:
- AN-103, que liga a cidade de Chimbote ao distrito de Mato[2][3][4]